# Shkëlzen Gashi
Shkëlzen Gashi (ur. 15 lipca 1988 w Zurychu) – albańsko-szwajcarski piłkarz, który występował na pozycji pomocnika. W latach 2013–2016 reprezentant Albanii. 
Uczestnik Mistrzostw Europy w 2016 roku. W swojej karierze występował dla m.in. takich klubów jak: FC Basel, FC Aarau, Colorado Rapids czy FC Zürich.

## Kariera klubowa
Swoją karierę piłkarską Gashi rozpoczął w klubie FC Zürich. Trenował też w juniorach Grasshoppers Zurych. W sezonie 2006/2007 został włączony do kadry pierwszego zespołu FC Zürich. 12 sierpnia 2006 zadebiutował w Swiss Super League w przegranym 1:3 wyjazdowym meczu z FC Sankt Gallen i był to jego jedyny mecz w barwach Zürichu, który wywalczył wówczas mistrzostwo Szwajcarii. W sezonie 2007/2008 był wypożyczony do drugoligowego FC Schaffhausen. Z kolei w 2008 roku wypożyczono go do AC Bellinzona, w którego barwach zadebiutował 23 lipca 2008 w przegranym 1:2 domowym meczu z Neuchâtel Xamax. W Bellinzonie grał do końca 2009 roku.
Na początku 2010 roku Gashi przeszedł do Neuchâtel Xamax. Swój debiut w nim zanotował 6 lutego 2010 w zremisowanym 0:0 wyjazdowym spotkaniu z FC Zürich. W trakcie sezonu 2010/2011 odszedł do drugoligowego FC Aarau, gdzie grał do końca sezonu 2011/2012.
W lipcu 2012 roku Gashi trafił do Grasshoppers Zurych. W nim zadebiutował 15 lipca 2012 w przegranym 0:2 domowym meczu z FC Sion. W sezonie 2012/2013 zdobył Puchar Szwajcarii i został wicemistrzem tego kraju. W sezonie 2013/2014 ponownie wywalczył wicemistrzostwo Szwajcarii.
W czerwcu 2014 Gashi podpisał czteroletni kontrakt z FC Basel. Grał w nim do końca 2015, a na początku 2016 został zawodnikiem Colorado Rapids. Spędził w nim 3 lata. Po czym rozwiązał kontakt z klubem
2 stycznia 2020 na zasadzie wolnego zawodnika przeszedł do szwajcarskiego FC Aarau. Rozegrał w nim 55 ligowych spotkań przez trzy lata.
1 lipca 2023 zakończył piłkarską karierę.
| Sezon   | Klub                | Kraj              | Rozgrywki              | Mecze | Bramki |
| ------- | ------------------- | ----------------- | ---------------------- | ----- | ------ |
| 2006/07 | FC Zürich           | Szwajcaria        | Super League           | 1     | 0      |
| 2007/08 | FC Schaffhausen     | Szwajcaria        | Challenge League       | 16    | 3      |
| 2008/09 | AC Bellinzona       | Szwajcaria        | Super League           | 17    | 2      |
| 2009/10 | AC Bellinzona       | Szwajcaria        | Super League           | 13    | 1      |
| 2009/10 | Neuchâtel Xamax     | Szwajcaria        | Super League           | 12    | 1      |
| 2010/11 | Neuchâtel Xamax     | Szwajcaria        | Super League           | 1     | 0      |
| 2010/11 | FC Aarau            | Szwajcaria        | Challenge League       | 15    | 5      |
| 2011/12 | FC Aarau            | Szwajcaria        | Challenge League       | 26    | 17     |
| 2012/13 | Grasshoppers Zurych | Szwajcaria        | Super League           | 28    | 5      |
| 2013/14 | Grasshoppers Zurych | Szwajcaria        | Super League           | 32    | 19     |
| 2014/15 | FC Basel            | Szwajcaria        | Super League           | 31    | 22     |
| 2015/16 | FC Basel            | Szwajcaria        | Super League           | 10    | 3      |
| 2016    | Colorado Rapids     | Stany Zjednoczone | MLS                    | 30    | 10     |
| 2017    | Colorado Rapids     | Stany Zjednoczone | MLS                    | 17    | 2      |
| 2018    | Colorado Rapids     | Stany Zjednoczone | MLS                    | 21    | 2      |
| 2019/20 | FC Aarau            | Szwajcaria        | Swiss Challenge League | 7     | 0      |
| 2020/21 | FC Aarau            | Szwajcaria        | Swiss Challenge League | 13    | 7      |
| 2021/22 | FC Aarau            | Szwajcaria        | Swiss Challenge League | 24    | 10     |
| 2022/23 | FC Aarau            | Szwajcaria        | Swiss Challenge League | 11    | 3      |

## Kariera reprezentacyjna
Gashi grał w młodzieżowych reprezentacjach Szwajcarii, jednak zdecydował się reprezentować Albanię. W reprezentacji Albanii zadebiutował 14 sierpnia 2013 w wygranym 2:0 towarzyskim meczu z Armenią, rozegranym w Tiranie. W 56. minucie tego meczu zmienił Edmonda Kapllaniego.
Był częścią składu Mistrzostw Europy w 2016 roku. Wystąpił w jednym spotkaniu przeciwko swojej młodzieżowej reprezentacji Szwajcarii, na murawie wszedł z ławki i spędził na boisku 8 minut spotkania. Mecz zakończył się wynikiem 1:0 na korzyść Szwajcarów. Jest to jedyny mecz w jakim wystąpił na tym turnieju. Albania nie wyszła z Grupy A i odpadła z turnieju.
Ostatni mecz w reprezentacji rozegrał w Eliminacjach do Mistrzostw Świata w 2018 roku przeciwko reprezentacji Macedonii Północnej. Spotkanie zakończyło się wynikiem 2:1 na korzyść Albanii. 

## Sukcesy

### FC Basel
- Mistrz Szwajcarii: 2014/15, 2015/16
- Uczestnik Ligi Mistrzów: 2014/15
- Uczestnik Ligi Europejskiej: 2015/16

### FC Zürich
- Mistrz Szwajcarii: 2006/07

### Grasshopper Club Zurych
- Puchar Szwajcarii: 2012/13
- Uczestnik Ligi Europejskiej: 2013/14

### Reprezentacja Albanii
- Uczestnik Mistrzostw Europy: 2016

### Indywiudalne:
- Król Strzelców: 2013/14, 2014/15
- Piłkarz roku Szwajcarii: 2014